# Антиох Стратиг

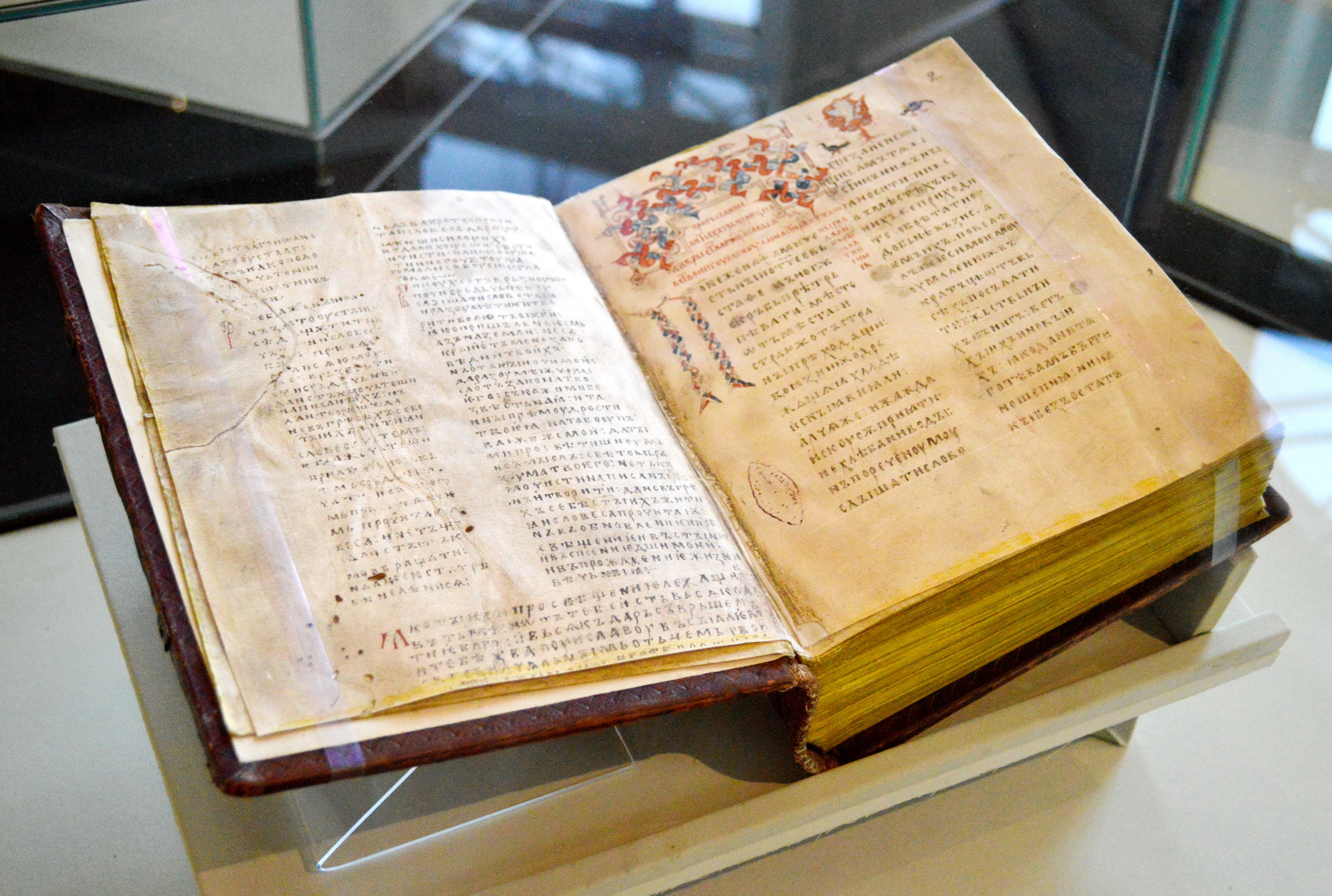
Пандекты Антиоха Черноризца, древнерусский список XI века

Антио́х Палести́нский (VI век, село Медосага, близ Анкиры, Галатия — VII век) — монах и богослов, автор второй молитвы вечернего правила, обязательного для исполнения каждым православным христианином.

## Биография
Антиох предположительно родился около того места, где в настоящее время расположена столица Турецкой Республики город Анкара. Некоторое время Антиох жил в отшельничестве, но позднее стал монахом и игуменом православного греческого мужского монастыря на территории Израиля в Иудейской пустыне, в долине Кедрон, близ Иерусалима, который был основан Саввой Освященным и потому, в настоящее время, носит имя Лавры Саввы Освяще́нного.
Антиох был свидетелем тому, как в 614 году, во время Ирано-византийской войны Шахрбараз подошёл к вечному городу и после двадцатидневной осады взял его. По разным источникам, в городе было убито до 90 тысяч человек, оставшихся в живых персы вывели как рабов в Иран, сам же город был предан огню. Тогда же, в результате резни, учинённой бедуинами в монастыре, погибли 44 праведника, которые были товарищами Антиоха.
В 619 году, спустя пять лет после завоевания Хосровом Святой земли и разрушения Сасанидами многих христианских святынь, был разрушен и соседствующий с Лаврой храм, священнослужители которого были вынуждены покинуть свои разрушенные и разграбленные дома и отправиться в странствие по пустыне.  Поскольку странствующие монахи были не в состоянии перевозить с собой большинство книг, аббат Евстафий попросил своего друга Антиоха составить краткий свод Священного Писания, который удобно было бы перевозить с места на место, а также краткий отчет о мученической смерти сорока четырёх послушников Лавры Саввы Освященного.

## Сочинение
Около 620 года Антиох написал сочинение «Πανδέκτης τῆς ἁγίας Γραφῆς», представляющее собою сокращённое изложение учения Писания и творений святых отцов по различным вопросам христианской нравственности и отчасти веры, преимущественно в применении к жизни монашеской. «Пандекты» Антиоха изданы в греческо-латинском тексте в «Patrologia», series graeca Миня (т. 89). Вводная глава «Пандектов» рассказывает о мученичестве упомянутых монахов, а последняя глава содержит список еретиков. Сочинение представляет собой большую историческую и духовную ценность.
Ему принадлежит также молитва «И даждь нам, Владыко, на сон грядущим», читаемая на великом повечерии, в которой описаны бедствия, постигшие Иерусалим во время персидского вторжения, и просится Божественная милость, чтобы исцелить Святой город от множества бед.
Эти работы, предположительно, были написаны в период завоевания Палестины Хосровом и попыток императора Ираклия I отразить вторжение персов в 628 году.

### Русские переводы
- Антиох Стратиг. Пленение Иерусалима / пер. Н. Я. Марр. — СПб., 1909.
- Преподобный Антиох Монах. Всеобъемлющее собрание (Пандекты) Богодухновенных Святых Писаний. М.: Сибирская Благозвонница, 2015.